# 9条どうでしょう
『9条どうでしょう』（きゅうじょうどうでしょう）は、内田樹、小田嶋隆、平川克美、町山智浩が著した憲法論。
2006年3月25日、毎日新聞社より刊行された。装丁は天野昌樹。まえがきは内田樹が書いている。2012年10月10日、ちくま文庫として文庫化された。 
2013年5月21日、著者4人によるトークイベント「ライブ！ 9条どうでしょう」が文京シビックホールで行われた。同イベントの模様は現在音声データとして販売されている。